# Health Protection Agency
L'Agència de Protecció de la Salut (Health Protection Agency, HPA), va ser establert a Anglaterra originalment com una autoritat sanitària especial dins del National Health Service el 2003.
L'1 d'abril, 2005, l'Agència es va crear com un organisme públic no ministerial, per a substituir el HPA SpHA i la National Radiological Protection Board (Junta Nacional de Protecció Radiològica, NRPB). A partir de llavors és un organisme públic del departament encarregat de protegir la salut i el benestar de la població del Regne Unit de malalties infeccioses i la prevenció dels riscs i la reducció dels impactes quan es produeixen riscos relacionats amb productes químics, tòxics o radiacions.

## Funcions
La HPA proporciona un enfocament integrat per a la protecció de la salut pública al Regne Unit per la prestació de serveis d'emergència, suport i assessorament al Servei Nacional de Salut (NHS) i les autoritats locals, el Departament britànic de Salut (UK Department of Health, DoH) i a les administracions descentralitzades. La HPA també té un paper de lideratge en ajudar els preparatius de les noves amenaces sanitàries i emergents, com ara el bioterrorisme o en el cas de l'aparició de noves soques infeccioses virulentes.

### Vacuna de l'àntrax
La HPA és el fabricant de la llicència exclusiva de la vacuna de l'àntrax al Regne Unit

## Finançament
HPA és responsable davant el Secretari d'Estat de Salut del Regne Unit, i és finançat principalment pel govern del Regne Unit. Es reben altres ingressos del NHS, de les activitats comercials, de les subvencions i altres fonts. Els ingressos de la HPA durant l'any fiscal acabat el 31 de març de 2008, fou de 160,2 milions de lliures esterlines d'ingressos de finançament del govern més 109,2 milions de £ per ingressos totals d'explotació. La plantilla mitjana d'aquell any, incloent la comissió i el personal de l'agència, fou de 3.394 empleats.

## Centre dePorton Down
Reconegut internacionalment com a líder mundial en investigació i diagnòstic en microbiologia, el Porton HPA Down Centre (anteriorment Centre for Applied Microbiology & Research, Centre de Microbiologia Aplicada i Recerca) treballa amb governs estrangers, empreses farmacèutiques i biotecnològiques internacionals. L'objectiu estratègic del centre és "aprofitar i desenvolupar els actius intel·lectuals de l'organització, en col·laboració amb la indústria." Les àrees d'especialització són: les vacunes bacterianes, les toxines terapèutiques, les bones pràctiques de laboratori (BPL) i els assaigs in vivo de compostos, proves biodefensa i bioseguretat, diagnòstics, i la prestació dels cultius cel·lulars.

## Conferència anual
La conferència anual de la HPA, a la qual assisteixen vora un miler de professionals de la salut i científics per fomentar l'excel·lència científica i les millors pràctiques en protecció de la salut i la planificació envers les emergències sanitàries, reuneix experts d'una àmplia varietat de disciplines per compartir coneixements de les últimes investigacions científiques i la seva evolució.